# Vekselstrøm (dokumentarfilm)
|  | Denne artikel er oprettet af botten Steenthbot ud fra en ekstern database. Den kan derfor have sproglige fejl eller mangler. Denne skabelon kan fjernes efter kontrol af indholdet. |

Vekselstrøm er en dansk undervisningsfilm fra 1958 instrueret af Kaj Wedell Pape.

## Handling
Tegnefilm. En simpel opstilling bestående af en drejende magnet, en induktionsspole og et galvanometer anskueliggør princippet i vekselstrømsgeneratoren. Galvanometernålen tegner vekselstrømmens sinuskurve på en papirstrimmel. Ved en trekantsopstilling af induktionsspoler, forbundet til hver sit galvanometer, tegnes den trefasede vekselstrøms sinuskurver. På grundlag af disse kurver udledes den trefasede vekselstrøms karakteristiske egenskaber.